# Luís das Chagas (bispo)
Luís das Chagas, O.A.D. (Alcabideque, 19 de dezembro de 1709 – São Tomé, ca. 1747), também conhecido como Frei Francisco Luís das Chagas, foi um frei agostiniano descalço e prelado português da Igreja Católica, que foi bispo de São Tomé e governador.

## Biografia
Era natural de Alcabideque, filho de Domingos Antunes e de sua esposa, Maria dos Reis, de nome Luís dos Reis. Fez sua profissão solene em 14 de dezembro de 1732 no Mosteiro de Estremoz, quando adotou o nome de Luís das Chagas e recebeu a ordenação presbiteral em 21 de setembro de 1734. Era teólogo pela sua ordem.
Foi proposto para bispo de São Tomé em 30 de setembro de 1745, sendo seu nome aprovado pelo Papa Bento XIV em consistório de 15 de dezembro do mesmo ano. Recebeu a ordenação episcopal em 13 de março de 1746, do Cardeal-Patriarca Dom Tomás de Almeida, coadjuvado por Dom José Dantas Barbosa, arcebispo auxiliar de Lisboa e por Dom João da Cruz Salgado de Castilho, O.C.D., bispo de São Sebastião do Rio de Janeiro.
Antes de seguir para as Ilhas, foi o presidente do capítulo geral de sua ordem, em 1746. Quando chegou em 1747, também se tornou o governador de São Tomé e Príncipe.
Morreu pouco tempo depois de chegar nas Ilhas, em 1747.